# Nakhon Phanom (tỉnh)
Nakhon Phanom (tiếng Thái: นครพนม, phát âm [ná(ʔ).kʰɔ̄ːn pʰā.nōm]) là một tỉnh thuộc vùng Isan của Thái Lan. Các tỉnh lân cận (từ phía Nam theo chiều kim đồng hồ) là Mukdahan, Sakon Nakhon và Nong Khai. Đông-Bắc giáp Khammouan của Lào. Tên gọi Nakhon Phanom có nghĩa Thành phố núi.
Người Việt nay gọi địa danh này là Ná Khon Pha nôm. Tuy nhiên sử sách tiếng Việt thế kỷ 18 dùng Lạc Hoàn để chỉ Nakhon Phanom.

## Địa lý
Tỉnh này tọa lạc tại thung lũng của sông Mekong. Bên cạnh sông Mekong, nguồn nước quan trọng còn từ sông Songkhram.

## Lịch sử
Tên gọi Nakhon Phanom, có nghĩa "thành phố của núi", được vua Rama I đặt cho khu vực này. Tuy nhiên không có núi ở Nakhon Phanom; các núi đá vôi tập trung ở thành phố Thakhek của Lào, nằm bên kia sông Mê Kông.
Khu vực này đã là nơi sinh sống của người Lào của vương quốc Lan Xang. Và cũng sau khi vùng này thuộc dưới quyền kiểm soát của Ayutthaya dân số vẫn chiếm đa số là người Lào. Trong thập niên 1960, tỉnh Nakhon Phanom đã được chia thành 11 amphoe.
Nakhon Phanom là nơi diễn ra một số trận giao chiến giữa quân đội Việt Nam Dân chủ Cộng hòa và quân đội Hoa Kỳ trong chiến tranh Việt Nam.
Hồ Chí Minh đã ở đây từ năm 1928 đến 1931, và hiện có một nhà lưu niệm do cộng đồng người Việt ở đây xây dựng tại Ban Nachok 
Khu vực bị Tranh chấp
Vì do là vì Khu vực này đã là nơi sinh sống của người Lào của vương quốc Lan Xang. Và cũng sau khi vùng này thuộc dưới quyền kiểm soát của Ayutthaya dân số vẫn chiếm đa số là người Lào nên ví do mà nó bị tranh chấp.

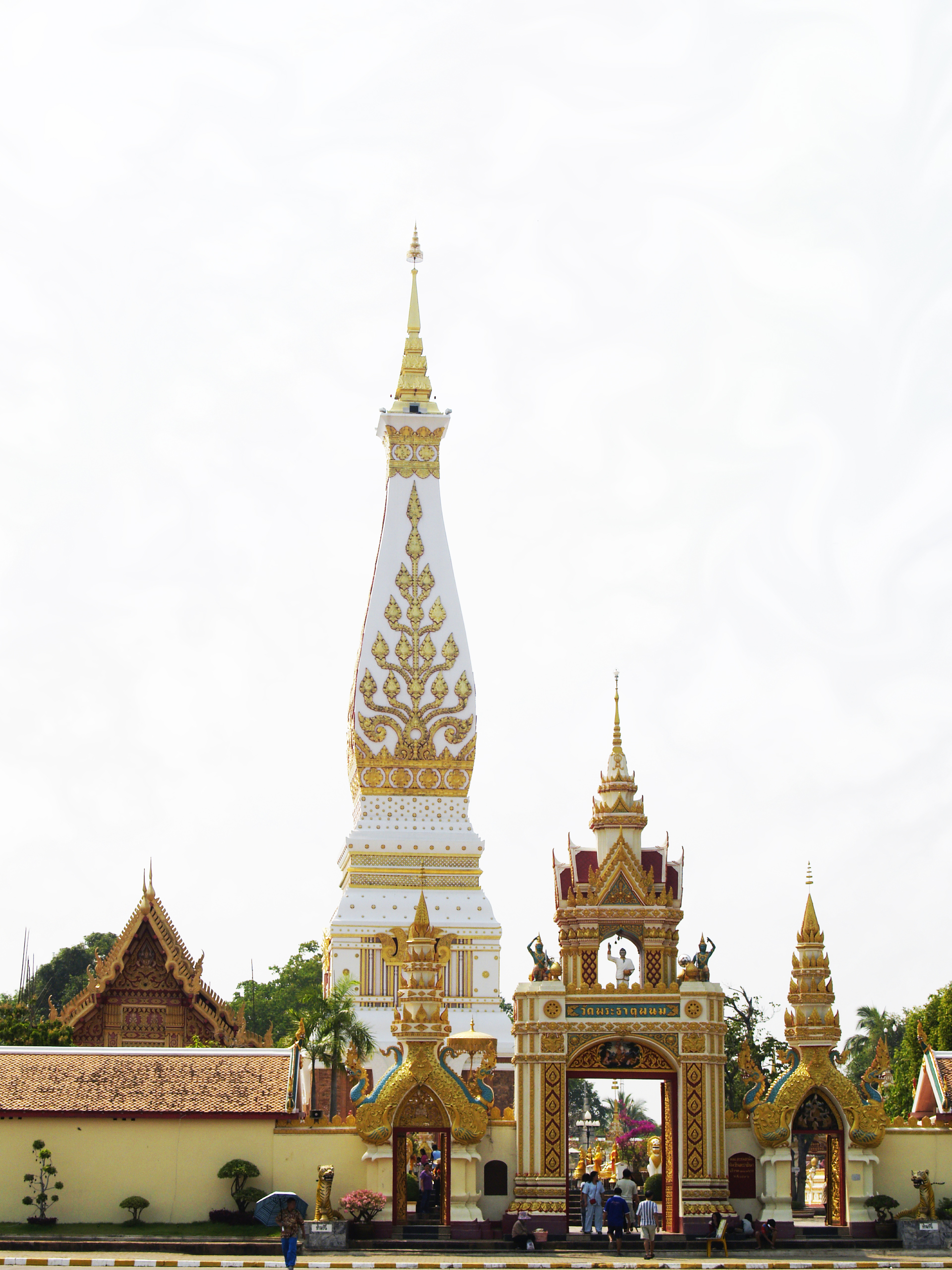
Chùa Phra That Phanom ở huyện That Phanom, biểu tượng của tỉnh.
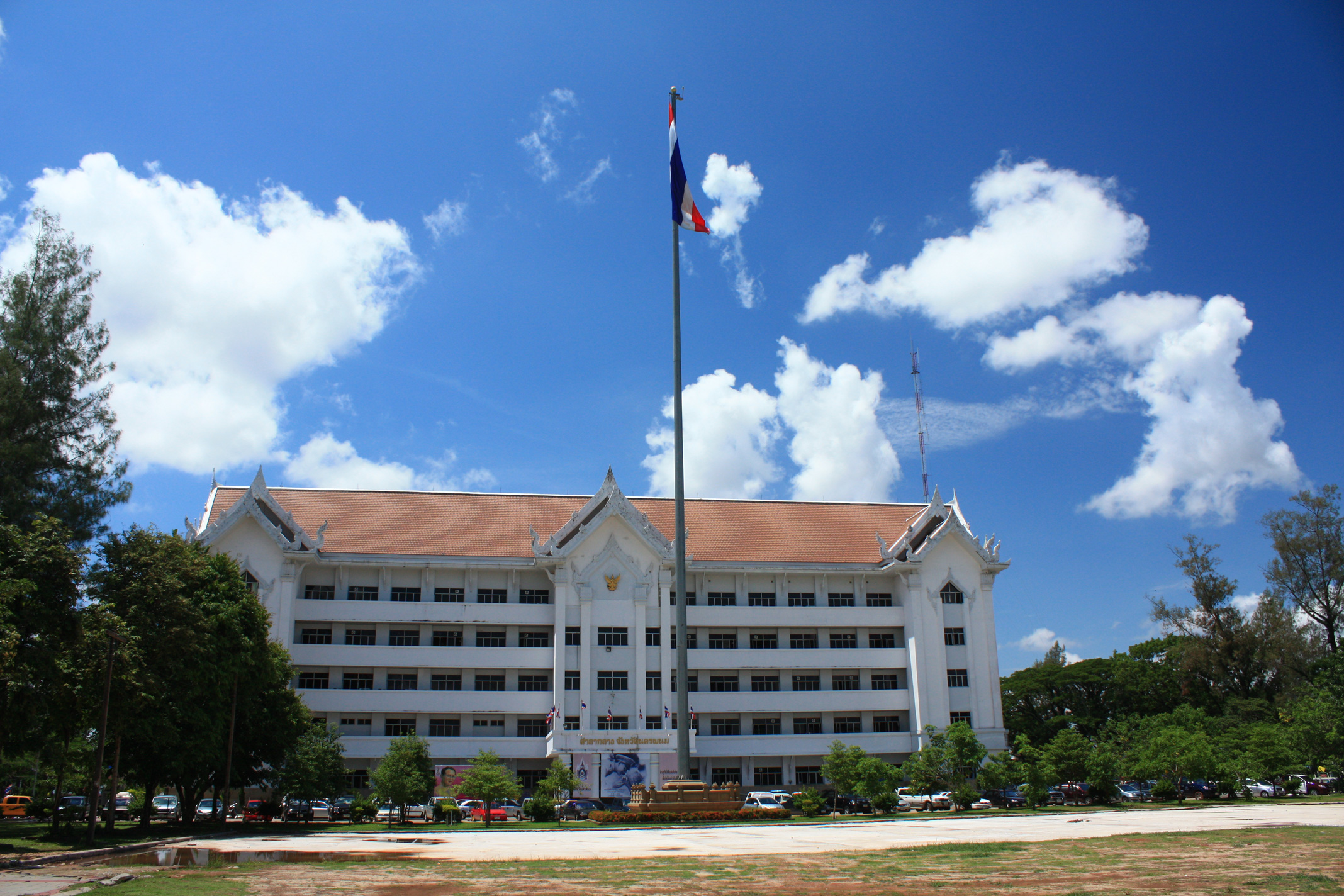
Tòa hành chinh tỉnh (Sala klang Changwat).
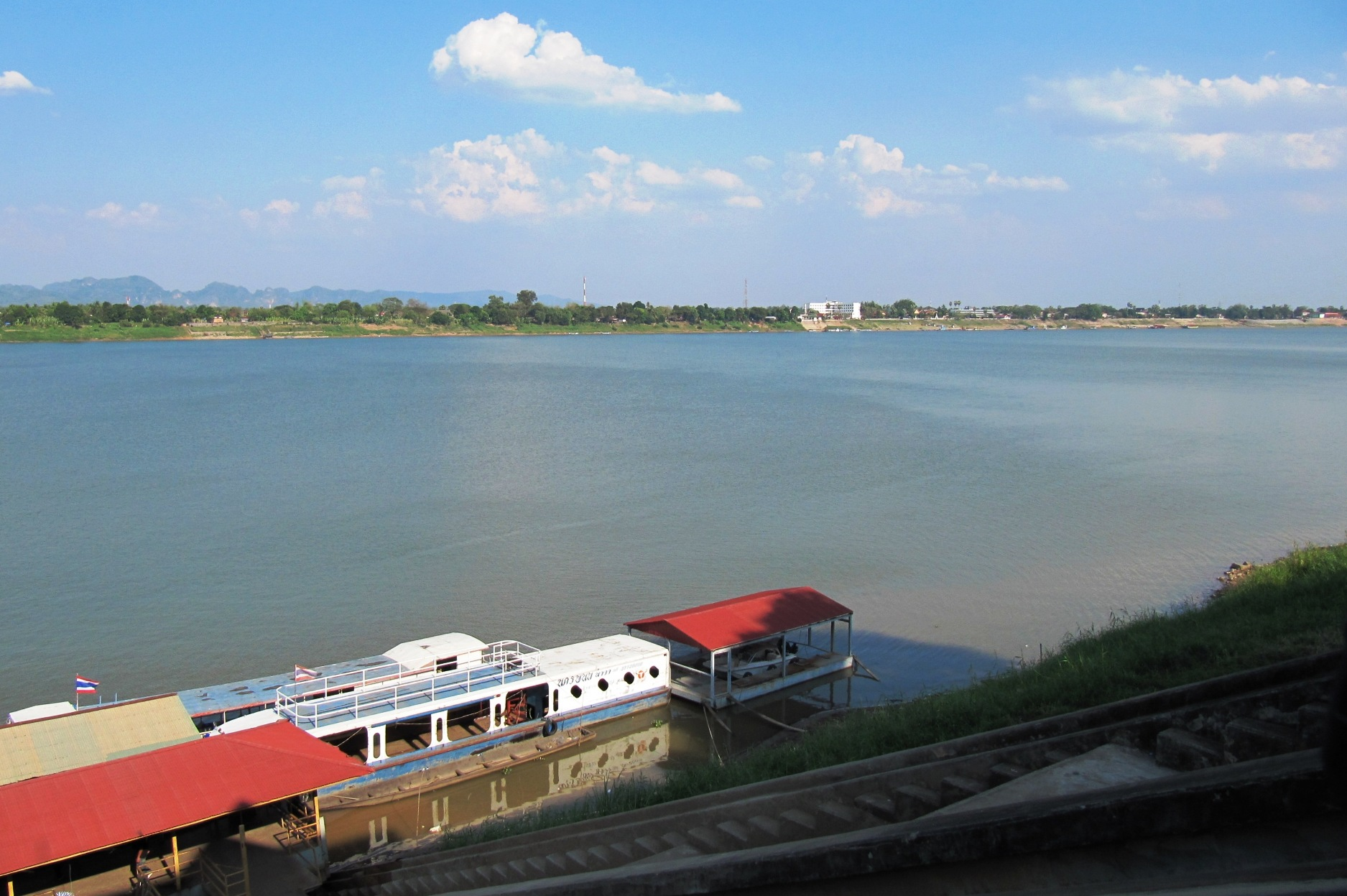
Sông Mekong nhìn từ Nakhon Phanom sang Thakhek.
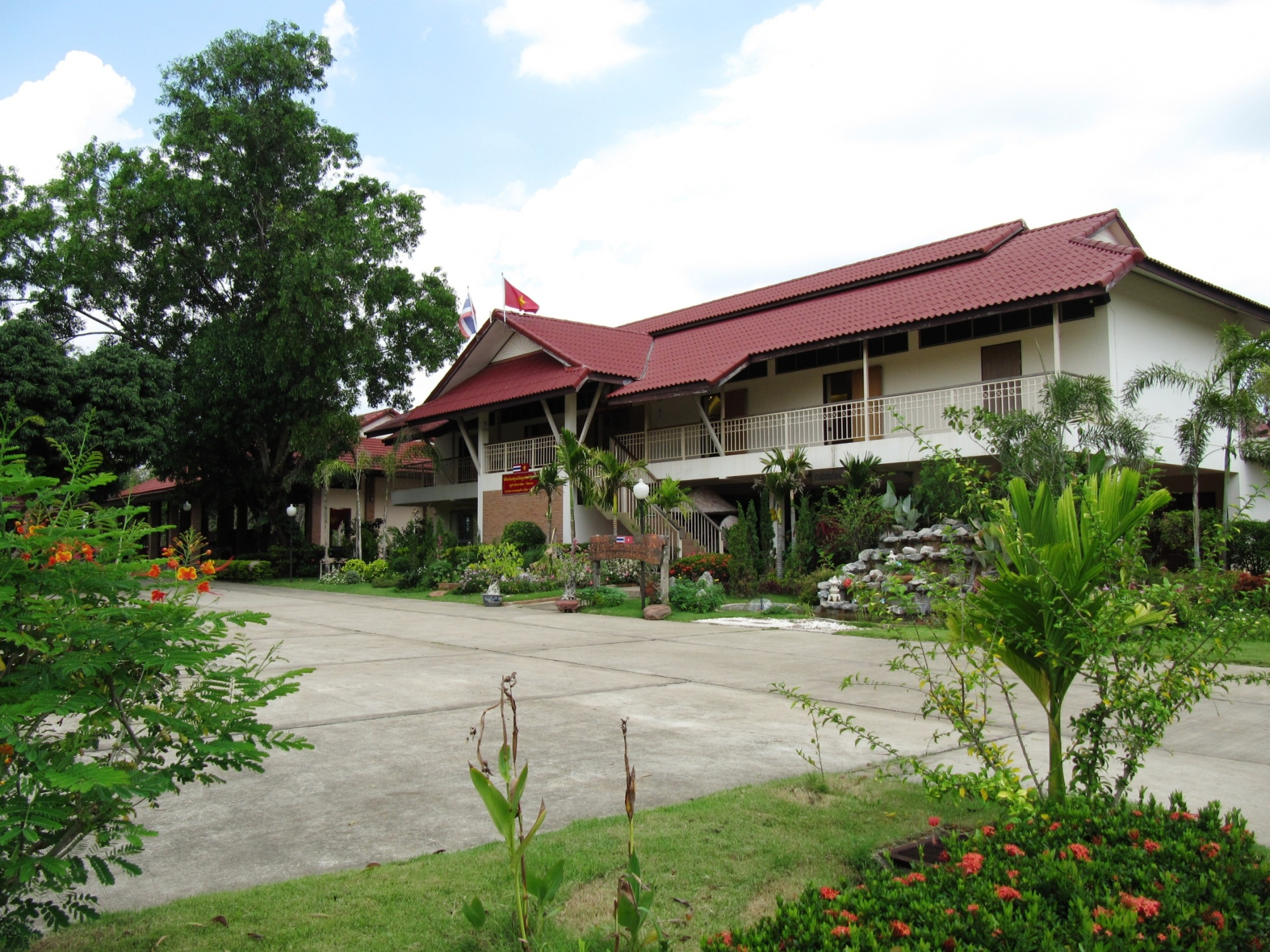
Nhà lưu niệm ông Hồ Chí Minh ở Ban Nachok [2].

## Các biểu tượng
- Biểu tượng của tỉnh gồm chùa Phra That Phanom ở huyện That Phanom (Wat Phra That Phanom).
- Cây biểu tượng và hoa biểu tượng của tỉnh là fagraea fragrans.

## Các đơn vị hành chính
Tỉnh này được chia ra 11 huyện (Amphoe) và một tiểu huyện (King Amphoe). Các huyện được chia ra 97 xã (tambon) và 1040 làng.
| Amphoe |                                                                                     | King Amphoe  |
| --- | ----------------------------------------------------------------------------------- | ------------ |
| 1. Huyện Mueang Nakhon Phanom 2. Huyện Pla Pak 3. Huyện Tha Uthen 4. Huyện Ban Phaeng 5. Huyện That Phanom 6. Huyện Renu Nakhon | 1. Huyện Na Kae 2. Huyện Si Songkhram 3. Na Wa 4. Huyện Phon Sawan 5. Huyện Na Thom | 1. Wang Yang |